# Ehrenzeichen des Technischen Hilfswerks

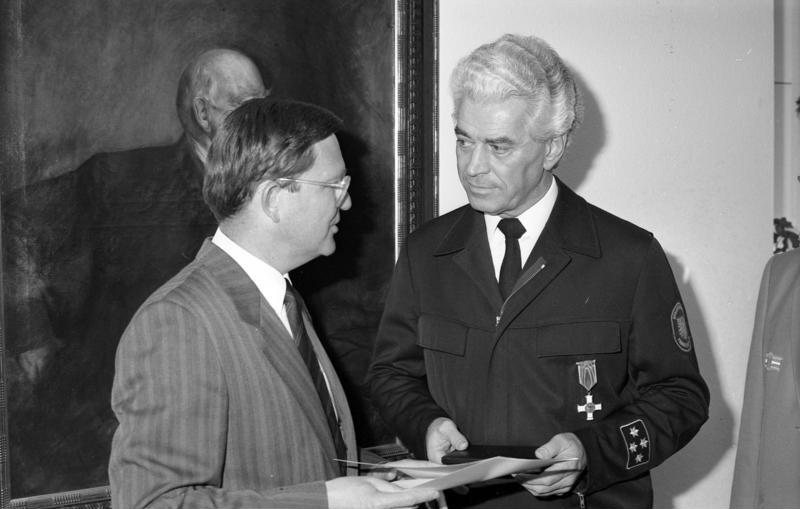
Verleihung des Ehrenzeichens in Silber an Ernst Achilles.

Das Ehrenzeichen des Technischen Hilfswerks ist ein staatlich anerkanntes Ehrenzeichen. Daneben verleiht die Bundesanstalt Technisches Hilfswerk an seine Helfer und an Nichtangehörige weitere, organisationsinterne Auszeichnungen.

## Ehrenzeichen des Technischen Hilfswerks
Das Ehrenzeichen des Technischen Hilfswerkes ist ein Ehrenzeichen nach dem Gesetz über Titel, Orden und Ehrenzeichen, das 1975 zunächst in zwei Stufen gestiftet und 1990 um eine dritte erweitert wurde. Es wird durch den Präsidenten des THW (an THW-Angehörige) und durch den Innenminister (an Außenstehende) in den Stufen Bronze, Silber und Gold verliehen. Vorschlagsberechtigt sind Ortsbeauftragte, Landessprecher, Bundessprecher, Landesbeauftragte sowie der Präsident des THW.
Das Ehrenzeichen in allen drei Stufen darf nur in begrenzter Anzahl an THW-Angehörige und Außenstehende verliehen werden. Die tatsächlichen Verleihungsquoten liegen deutlich unter den Maximalwerten.
Das Ehrenzeichen des THW darf in allen drei verliehenen Stufen gleichzeitig – und in einer Reihe mit anderen staatlichen oder staatlich anerkannten Orden und Ehrenzeichen – an der Bandschnalle am Dienstanzug getragen werden.

### Ehrenzeichen des Technischen Hilfswerks in Bronze (Medaille)
Das Ehrenzeichen des THW in Bronze wurde am 13. Juni 1990 als dritte Stufe zu den bereits seit dem Jahr 1975 existierenden Ehrenzeichen in Silber und Gold gestiftet.
Das Ehrenzeichen des THW in Bronze ist eine runde, bronzene Medaille am Bande und zeigt auf der Vorderseite ein Kreuz, in dessen Mitte der Bundesadler in bronzener Farbe auf blau emailliertem Zahnrad aufgesetzt ist. Auf der Rückseite befindet sich der Schriftzug FÜR VERDIENSTE UM DAS TECHNISCHE HILFSWERK. Das Ordensband ist hellblau, mit einem dunkelblauen Streifen in der Mitte.
Das Ehrenzeichen in Bronze wird jährlich an höchstens 180 THW-Angehörige und 25 Außenstehende verliehen.

### Ehrenzeichen des Technischen Hilfswerks in Silber

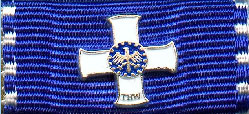
Bandschnalle: Ehrenzeichen in Silber

Das Ehrenzeichen des Technischen Hilfswerkes in Silber wurde am 2. September 1975 zusammen mit dem Ehrenzeichen in Gold vom Bundesinnenminister gestiftet.
Das Ehrenzeichen besteht aus einem weiß emaillierten, silbern gefassten Kreuz. In der Mitte ist der Bundesadler in silberner Farbe auf einem blau emaillierten Zahnrad aufgesetzt. Der untere Schenkel des Kreuzes trägt die Buchstaben THW. Auf der Revers befindet sich der Schriftzug FÜR BESONDERE VERDIENSTE UM DAS TECHNISCHE HILFSWERK. Das Ordensband ist dunkelblau, der Rand ist silbern gezähnt.
Das Ehrenzeichen in Silber wird jährlich an höchstens 90 THW-Angehörige und 15 Außenstehende verliehen.

### Ehrenzeichen des Technischen Hilfswerks in Gold

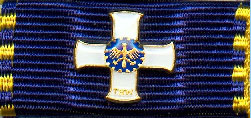
Bandschnalle: Ehrenzeichen in Gold

Das Ehrenzeichen des Technischen Hilfswerkes in Gold wurde am 2. September 1975 zusammen mit dem Ehrenzeichen in Silber vom Bundesinnenminister gestiftet.
Das Ehrenzeichen besteht aus einem weiß emaillierten, golden gefassten Kreuz. In der Mitte ist der Bundesadler in goldener Farbe auf einem blau emaillierten Zahnrad aufgesetzt. Der untere Schenkel des Kreuzes trägt die Buchstaben THW. Auf der Rückseite befindet sich der Schriftzug FÜR BESONDERE VERDIENSTE UM DAS TECHNISCHE HILFSWERK. Das Ehrenzeichen in Gold wird als Steckkreuz – und daher nicht am Bande – verliehen.
Das Ehrenzeichen in Gold wird jährlich an höchstens 15 THW-Angehörige und 5 Außenstehende verliehen.

## Weitere Auszeichnungen der Bundesanstalt Technisches Hilfswerk
Neben dem Ehrenzeichen verleiht das Technische Hilfswerk weitere, organisationsinterne Auszeichnungen. Diese Auszeichnungen sind keine Orden oder Ehrenzeichen nach dem Ordensgesetz und werden in ihrer Ausführung als Bandschnalle am Dienstanzug in einer eigenen Reihe unterhalb der in diesem Gesetz verankerten Auszeichnungen getragen.
In der Rundverfügung 39 des Jahres 2005 wurde die Ausführung der Auszeichnungen des THW als Bandschnallen-Teile geregelt.

### THW-Helferzeichen
Das THW-Helferzeichen wird in den Stufen Gold und Gold mit Kranz verliehen. Für die Verleihung des Helferzeichens in Gold sind mindestens fünf Jahre Dienstzeit seit Verpflichtung mit kontinuierlichen, überdurchschnittlichen Leistungen und Aktivitäten im Dienst des THW erforderlich, für die Stufe in Gold mit Kranz drei bis fünf weitere Jahre nach der Verleihung der ersten Stufe.
Werden Steckkreuze im Original auf der Brusttasche getragen, wird das Helferzeichen darunter befestigt.
Das THW-Helferzeichen (Gold und Gold mit Kranz) darf nur in der höchsten verliehenen Stufe getragen werden.

#### THW-Helferzeichen in Gold

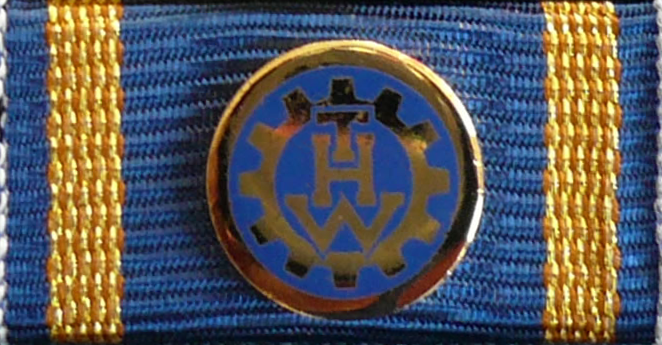
Helferzeichen in Gold

Die goldene Helfernadel, heute das Helferzeichen in Gold, wurde am 7. August 1952 als erstes, organisationsinternes, Ehrenzeichen des THW geschaffen.
Das THW-Helferzeichen in Gold hat die Form eines Ansteckers und zeigt ein THW-Emblem in Gold auf blauem Hintergrund mit feiner goldener Umrandung. Die Ausführung als Bandschnalle für den Dienstanzug zeigt das gleiche Abzeichen, aufgelegt auf einen dunkelblauen Hintergrund mit zwei goldenen Balken auf beiden Seiten der Bandschnalle.

#### THW-Helferzeichen in Gold mit Kranz

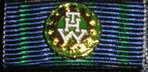
Helferzeichen in Gold mit Kranz

Das THW-Helferzeichen in Gold mit Kranz wird ebenfalls als Anstecker verliehen. Hier wird der THW-Schriftzug mit einem Blätterkranz und feiner goldener Umrandung eingefasst. Als Bandschnalle liegt dieses Abzeichen auf einem dunkelblauen Hintergrund auf, eingefasst von zwei schmalen seitlichen und einem mittigen breiten dunkelgrünen Balken.
Die Verleihung des THW-Helferzeichens in Gold mit Kranz setzt in der Regel die Verleihung des Helferzeichens in Gold voraus.

### Dienstzeitabzeichen

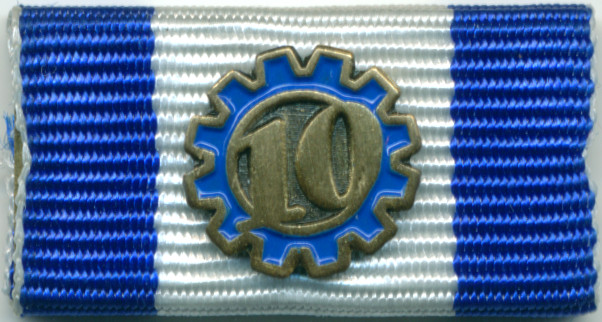
Dienstzeitabzeichen 10 Jahre

Angehörige des THW werden für langjährige Mitwirkung mit Dienstzeitabzeichen für 10, 20, 25, 30, 40, 50 und 60 Jahre Tätigkeit im THW ausgezeichnet. Dienstzeiten als Junghelferin bzw. Junghelfer werden angerechnet. Das Dienstzeitabzeichen in Form einer Bandschnalle zeigt einen Zahnkranz mit eingefasster Jahresanzahl auf dunkelblauem Hintergrund mit weißem Mittelbalken in:
- Bronze: 10 Jahre
- Silber: 20, 25, 30 Jahre
- Gold: 40, 50 und 60 Jahre

Es wird nur das jeweils höchstjährigste Dienstzeitabzeichen getragen.

### Einsatzzeichen für Humanitäre Hilfe im Ausland

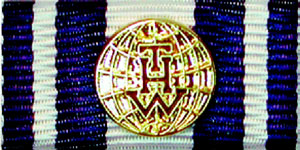
Einsatzzeichen Ausland

Mit dem THW-Einsatzzeichen für Humanitäre Hilfe im Ausland bzw. Auslandsverwendungsabzeichen werden Verdienste bei einem humanitären Einsatz außerhalb Deutschlands gewürdigt. Das Einsatzzeichen zeigt in der Ausführung als Bandschnalle einen goldenen Schriftzug THW auf stilisierter, goldemaillierter Weltkugel. Die Weltkugel befindet sich auf einem blauen Hintergrund der mittig von einem breiten und beidseitig von jeweils einem schmalen weißen Balken eingefasst wird.
Das Einsatzzeichen wird nur für den ersten Einsatz verliehen. Weitere Einsätze werden mit einer Einsatzurkunde gewürdigt. Vor der Einführung des Einsatzzeichens für Humanitäre Hilfe im Ausland wurden Ärmelbänder für spezielle Auslandseinsätze ausgegeben.

### Ehrenabzeichen des Präsidenten

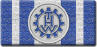
Ehrenabzeichen des Präsidenten

Das Ehrenabzeichen des Präsidenten wird seit 2005 an THW-Angehörige und Außenstehende für persönliche Verdienste um das THW verliehen. Die runde Medaille zeigt auf der Vorderseite das THW-Emblem in Blau. Die Rückseite trägt die Inschrift Dank und Anerkennung. Der Schriftzug kann in Englisch (Thanks and Appreciation) oder Französisch (Remerciement et Consécrution) gestaltet werden. Das Ordensband ist blau mit einem mittigen silbernen Streifen.
In der Ausführung als Bandschnalle befindet sich das THW-Emblem auf einem blauen Hintergrund der mittig von einem breiten und beidseitig von jeweils einem schmalen weißen Balken eingefasst wird.
Es gibt keine Verleihungsquote.

### Ehrenplakette
Als Zeichen des Dankes bzw. der langjährigen Verbundenheit zum THW kann die Ehrenplakette an ehren- und hauptamtliche THW-Angehörige, an außenstehende Personen sowie an Institutionen, Vereine und Einrichtungen verliehen werden. Die Plakette mit einem Durchmesser von 70 Millimetern ist rund und vergoldet. In der Mitte der Plakette befindet sich ein blau ausgefülltes Zahnrad mit den goldenen Initialen THW. Um den äußeren Rand der Plakette verläuft der Schriftzug Dank und Anerkennung – Technisches Hilfswerk.

### Medaille „3D-Einsatzmotive“
Die Medaille „3D-Einsatzmotive“ kann an als Zeichen des Dankes an Außenstehende sowie Institutionen, Vereine und Einrichtungen vergeben werden.

## Ehrungen im Freistaat Bayern
In Bayern wird seit 2013 analog zum Feuerwehr-Ehrenzeichen ein Rettungsdienst- und Katastrophenschutz-Ehrenzeichen für einzelne Hilfsorganisationen und den Landesverband Bayern des THW vergeben. In seiner Sitzung vom 12. Dezember 2017 beschloss der Bayerische Ministerrat die Einführung eines Großen Ehrenzeichens für 50-jährige aktive Dienstzeit bei Feuerwehr, Rettungsdienst und Katastrophenschutz. Die Einteilung ist:
- THW-Ehrenzeichen zweiter Klasse in Silber am Bande: 25 Jahre
- THW-Ehrenzeichen erster Klasse in Gold am Bande: 40 Jahre
- Großes Ehrenzeichen: 50 Jahre
- Rettungsdienst- und Katastrophenschutz-Ehrenzeichen als Steckkreuz: besondere Verdienste

## Bekannte Träger eines Ehrenzeichen des Technischen Hilfswerks
- Ernst Achilles, 1989 Silber
- Joseph-Theodor Blank, 2006 Gold
- Andreas von Block-Schlesier
- Constantin von Brandenstein-Zeppelin, 2009 Gold
- Albrecht Buttolo, 2010 Gold
- Nicolas de Cock de Rameyen, 2009 Gold
- Hans-Joachim Fuchtel, 2005 Gold
- Johannes Gerster, 1992 Gold
- Klaus Hagemann, 2006 Gold
- Joachim Herrmann, 2011 Gold
- Fritz Rudolf Körper, 2006 Gold
- Hartmut Koschyk, 2003 Silber für seine Verdienste als Vorsitzender des Fördervereins
- Annegret Kramp-Karrenbauer, 2008 Silber
- Hans-Peter Kröger, 2013 Silber
- Helmut Michelis, 2014 Bronze
- Udo Nagel, 2008 Gold
- Klaus-Henning Rosen, 2003 Silber
- Hans Helmut Speidel, 2011
- Christos Stylianides, 2019 Gold[21]